# إدي هاردين
إدي هاردين (بالإنجليزية: Eddie Hardin) هو مغن مؤلف بريطاني، ولد في 19 فبراير 1949 في لندن في المملكة المتحدة، وتوفي في 22 يوليو 2015 بسبب نوبة قلبية.

## وصلات خارجية
- الموقع الرسمي
- إدي هاردين على موقع IMDb (الإنجليزية)
- إدي هاردين على موقع ميوزك برينز (الإنجليزية)
- إدي هاردين على موقع ديسكوغز (الإنجليزية)